# Jean Humanante
Jean Carlos Humanante Vargas (Guayaquil, Ecuador; 13 de mayo de 1996) es un futbolista ecuatoriano. Juega de centrocampista y su equipo actual es Libertad Fútbol Club de la Serie A de Ecuador.

## Trayectoria
Realizó las formativas en Toreros, después paso a las categorías inferiores de Emelec y de su filial. Su debut en primera división con los eléctricos fue en 2017.
En 2018 pasó a Guayaquil City, logrando consolidarse con los ciudadanos, en el cual ha tenido muy buenas actuaciones.

## Estadísticas

### Clubes
Actualizado al último partido disputado el 16 de agosto de 2025.
| Club                       | Div.          | Temporada     | Liga  | Liga  | Copas nacionales | Copas nacionales | Copas internacionales | Copas internacionales | Total | Total |
| Club                       | Div.          | Temporada     | Part. | Goles | Part.            | Goles            | Part.                 | Goles                 | Part. | Goles |
| -------------------------- | ------------- | ------------- | ----- | ----- | ---------------- | ---------------- | --------------------- | --------------------- | ----- | ----- |
| Rocafuerte F. C. · Ecuador | 3.ª           | 2016          | 3     | 0     | —                | —                | —                     | —                     | 3     | 0     |
| Rocafuerte F. C. · Ecuador | Total club    | Total club    | 3     | 0     | 0                | 0                | 0                     | 0                     | 3     | 0     |
| Guayaquil City · Ecuador   | 1.ª           | 2017          | 0     | 0     | —                | —                | —                     | —                     | 0     | 0     |
| Guayaquil City · Ecuador   | 1.ª           | 2018          | 15    | 0     | —                | —                | —                     | —                     | 15    | 0     |
| Guayaquil City · Ecuador   | 1.ª           | 2019          | 23    | 0     | 2                | 0                | —                     | —                     | 25    | 0     |
| Guayaquil City · Ecuador   | 1.ª           | 2020          | 27    | 0     | —                | —                | —                     | —                     | 27    | 0     |
| Guayaquil City · Ecuador   | 1.ª           | 2021          | 29    | 0     | —                | —                | 2                     | 0                     | 31    | 0     |
| Guayaquil City · Ecuador   | 1.ª           | 2022          | 28    | 1     | 1                | 0                | —                     | —                     | 29    | 1     |
| Guayaquil City · Ecuador   | 1.ª           | 2023          | 26    | 0     | 0                | 0                | —                     | —                     | 26    | 0     |
| Guayaquil City · Ecuador   | Total club    | Total club    | 148   | 1     | 3                | 0                | 2                     | 0                     | 153   | 1     |
| Delfín · Ecuador           | 1.ª           | 2024          | 21    | 0     | 2                | 0                | 3                     | 0                     | 26    | 0     |
| Delfín · Ecuador           | Total club    | Total club    | 21    | 0     | 2                | 0                | 3                     | 0                     | 26    | 0     |
| Libertad F. C. · Ecuador   | 1.ª           | 2025          | 16    | 0     | 1                | 0                | —                     | —                     | 17    | 0     |
| Libertad F. C. · Ecuador   | Total club    | Total club    | 16    | 0     | 1                | 0                | 0                     | 0                     | 17    | 0     |
| Total carrera              | Total carrera | Total carrera | 188   | 1     | 6                | 0                | 5                     | 0                     | 199   | 1     |
| 1. 2.                      |               |               |       |       |                  |                  |                       |                       |       |       |